# Riabokonewe (obwód charkowski)
Riabokonewe (ukr. Рябоконеве) – wieś na Ukrainie, w obwodzie charkowskim, w rejonie bogoduchowskim. W 2001 liczyła 350 mieszkańców, wśród których 325 jako ojczysty język wskazało ukraiński, 24 rosyjski, a 1 białoruski.